# 2024 en Russie
Chronologie de la Russie
- 2020
- 2021
- 2022
- 2023
- 2024
- 2025
- 2026
- 2027
- 2028

Cet article présente les faits marquants de l'année 2024 en Russie.

## Évènements
- Poursuite du conflit russo-ukrainien.

### Janvier
- 15 - 19 janvier : Manifestations en Bachkirie à la suite de l'arrestation et la condamnation du militant écologique Faïl Alsynov (en)[1],[2].

### Février
- 1er février : début de la construction d'un pont sur la Léna de Iakoutsk à Nijni Bestiakh[3].

### Mars
- 1er mars : des milliers de personnes assistent aux funérailles de l'opposant politique Alexeï Navalny[4],[5],[6],[7], qui a été enterré au cimetière Borissovo à Moscou[8],[9].
- 3 mars : Les forces spéciales russes mènent une opération antiterroriste à Karaboulak, en République d'Ingouchie, tuant six militants de l'état islamique[10],[11].
- 16 mars : La Russie affirme que deux civils sont tués par des bombardements ukrainiens sur la ville de Belgorod[12].
- 15 - 17 mars : élection présidentielle russe, Vladimir Poutine est réélu dès le premier tour du scrutin.
- 22 mars : attentat du Crocus City Hall à Krasnogorsk.

### Avril
- 6 avril : environ 4 500 maisons sont inondées et au moins quatre personnes sont tuées après la rupture d'un barrage à Orsk, en raison de fortes pluies, de la fonte importante des neiges et un manque d'entretien du barrage[13]. Environ 100 000 personnes sont évacuées en Russie et au Kazakhstan[14].

### Mai
- 12 mai : au moins treize civils sont tués et vingt autres blessés lorsque des fragments d'un missile ukrainien Tochka abattu ont touché un immeuble à Belgorod[15].
- 14 mai : Sergueï Choïgou est remplacé par Andreï Belooussov au ministère de la Défense.

### Juin
- 16 juin : dans un centre de détention provisoire à Rostov-sur-le-Don, des membres de l'État islamique précédemment détenus prennent en otage deux employés du centre ; les forces spéciales russes prennent d'assaut le centre de détention, tuant les six preneurs d'otages[16].
- 23 juin : attentat au Daghestan ; des terroristes inconnus ouvrent le feu sur une synagogue et une église orthodoxe de Derbent ; un autre groupe a attaqué un poste de police de la circulation à Makhatchkala. Des morts et des blessés sont faits durant l'attaque[17].

### Juillet
- 12 juillet : accident du vol Gazpromavia 9608.

### Août
- 15 août : Ksenia Karelina, une russo-américaine résidant à Los Angeles, est condamnée à 12 ans de prison par le tribunal régional de Iekaterinbourg pour avoir fait un don de 51 dollars (47,85 euros) à l’ONG ukraino-américaine Razom for Ukraine. Elle avait été arrêtée en avril dernier dans sa ville natale en Russie lors d'une visite chez ses grands-parents[18].
- 19 août : Vladimir Poutine signe un décret facilitant l' obtention de l'asile en Russie pour les ressortissants étrangers qui soutiennent les « valeurs traditionnelles » et « s'opposent au néolibéralisme »[19].
- 23 août : crise des otages de la colonie pénitentiaire de Sourovikino, dans l'oblast de Volgograd.

### Septembre
- 8 septembre : élections infranationales russes.
- 21 septembre :  un missile balistique intercontinental russe RS-28 Sarmat explose au sol lors d'un essai au cosmodrome de Plessetsk détruisant son silo à missile[20].

### Octobre
- 22 au 24 octobre :  sommet des BRICS 2024 à Kazan.

### Novembre
- 8 novembre : la Russie signe un accord de défense mutuelle avec la Corée du Nord[21].

### Décembre
- 15 décembre : les pétroliers Volgoneft-212 et Volgoneft-239 de la société russe Volgotanker (en) s'échouent dans le détroit de Kertch en mer Noire. Un marin est mort et deux portés disparus[22]. Une marée noire a lieu[23].
- 17 décembre : le général russe Igor Kirillov, en charge des Troupes de défense NBC russes, est tué dans un attentat à Moscou revendiqué par les services secrets ukrainiens[24].

## Décès
- 8 janvier : Mark Kharitonov - Romancier, essayiste et poète soviétique puis russe.
- 10 janvier: 
  - Marat Baglaï - Homme politique russe.
  - Tamara Milachkina - Soprano soviétique et russe.
- 11 janvier : Iouri Solomine - Acteur soviétique puis russe.

- 12 janvier : Guennadi Iakovlev - Botaniste soviétique puis russe.
- 14 janvier : Lev Rubinstein - Poète et essayiste russe.
- 16 février : Alexeï Navalny - avocat, militant anti-corruption, homme politique et prisonnier politique russe.
- 28 février : Nikolaï Ryjkov[25] - Homme d'état Soviétique puis Russe. Candidat à l’élection présidentielle russe de 1991.
- 13 mars : Natalia Kassatkina, ballerine et chorégraphe
- 15 mars : Alexandre Schirwindt, acteur et metteur en scène
- 19 mars : Vassili Outkine, reporter et auteur
- 28 mars : Natalya Melekhina, coureuse cycliste
- 9 avril : Vladimir Axionov, cosmonaute
- 15 avril : Anatoly Kvochur, pilote d'essai
- 5 mai : Vladimir Alexandrovitch Kouznetsov, archéologue, historien et chercheur
- 29 mai : Anastasia Zavorotniouk, actrice
- 1er juin : Arthur Tchilingarov, homme politique
- 6 juin : Sergueï Novikov, mathématicien
- 27 juin : Nikolay Khryapa, joueur ukrainien de basket-ball mort en Russie
- 8 juillet : Marina Kondratieva, ballerine
- 11 juillet  : 
  - Andreï Tarassenko, joueur de hockey sur glace
  - Lioubov Strijenova, actrice
- 27 juillet : Pavel Kuschnir, militant politique, pianiste et écrivain
- 5 août : 
  - Iouri Skobov, skieur de fond
  - Vyacheslav Ivanov, rameur
- 10 août : Galina Zybina, athlète
- 4 septembre : Sergueï Viktorovitch Ivanenko, homme politique
- 8 septembre : Alexandre Masliakov,  présentateur de télévision
- 15 septembre : Aleksandr Baryshnikov, athlète
- 25 septembre : Roman Madianov, acteur
- 9 octobre : Aleksandr Poutchkov, athlète
- 14 novembre : Vadim Brovtsev, homme politique
- 16 novembre : Svetlana Svetlitchnaïa, actrice
- 26 novembre : Maria Limanskaïa, militaire
- 5 décembre : Evgueni Velikhov, physicien
- 17 décembre : 
  - Jānis Timma : joueur letton de basket-ball mort en Russie
  - 17 décembre : Igor Kirillov , militaire
- 30 décembre : Guennadi Kovaliov, biathlète